# Casco (Wisconsin)
Pour les articles homonymes, voir Casco.
Casco est un village du comté de Kewaunee, dans l'État du Wisconsin, aux États-Unis. En 2020, il comptait une population de 630 habitants.